# كاسحة ألغام (سفينة)

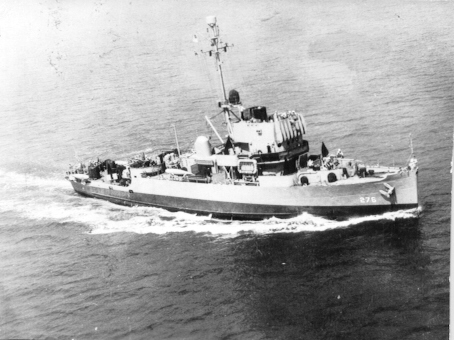
كانسة ألغام في خليج المكسيك في 12 يوليو 1944

كانسة الألغام أو كاسحة الألغام هي سفينة حربية بحرية صغيرة مصممة لتدمير الألغام البحرية. باستخدام آليات مختلفة تهدف إلى مواجهة التهديد الذي تشكله الألغام البحرية، يتم الحفاظ على الممرات المائية للشحن الآمن.

## التاريخ
على الرغم من أن الحرب البحرية لها تاريخ طويل، إلا أن الاستخدام المبكر المعروف للألغام البحرية يعود إلى عهد أسرة مينغ. ولكن كاسحات ألغام مخصصة، لا تظهر إلا في السجل التاريخي، بعد عدة قرون، لحرب القرم، حيث تم نشرهم من قبل البريطانيين. في حرب القرم، كانت كاسحات الألغام تتألف من زوارق التجديف البريطانية التي كانت تتخلف عناقيد لاقتناص الألغام. على الرغم من استخدام الألغام في الحرب الأهلية الأمريكية، لا توجد سجلات لاستخدام الألغام بطريقة فعالة. حاول المسؤولون في جيش الاتحاد إنشاء كاسحة ألغام أولًا لكنهم اكشتفوا تصاميم معيبة وتخلوا عن المشروع. التقطت تكنولوجيا كاسحة الألغام في الحرب الروسية اليابانية، باستخدام قوارب طوربيد قديمة مثل كاسحات ألغام.

## التشغيل والمتطلبات
كاسحات الألغام مزودة بأجهزة ميكانيكية أو كهربائية، تُعرف باسم "عمليات المسح"، لتعطيل الألغام. تم تصميم كاسحة ألغام الحديثة لتقليل فرص تفجير الألغام نفسها؛ وهي عازلة للصوت لتقليل توقيعها الصوتي وغالبًا ما يتم بناؤها باستخدام الخشب أو الألياف الزجاجية أو المعادن غير الحديدية، أو مغلفة لتقليل توقيعها المغناطيسي.